# Мистер «Всё исправим»
Мистер «Всё исправим» (англ. Mr. Fix it) — романтическая комедия режиссёра Дэрин Фиорила, 2006 года.

## Сюжет
Лэнс Вэлэнтин (Дэвид Борианаз) — большой ребёнок, мечтает о хорошей машине, чтоб выиграть в гонках, не верит в любовь и страшно боится старости. Он называет себя «Мистер Всё Исправим», так как у него необычный род деятельности — к нему приходят парни, которых недавно бросила их вторая половинка. После анализа почему и как это случилось, он переигрывает этот момент в крайность в качестве нового бойфренда этих девушек. После такого неадекватного поведения каждая его девушка понимает, что её бывший был просто ангел.
Всё меняется когда к нему в очередной раз приходит парень с просьбой вернуть его бывшую, только на этот раз случай оказался весьма не простой, а девушка которую он должен вернуть — София (Алана Де Ла Гарза), оказывается, занимается тем же, чем и сам Лэнс и называет себя Миссис Всё Исправим. Теперь, даже того не подозревая, Лэнс сам становится жертвой своих же методов.

## В ролях
- Дэвид Борианаз — Лэнс Валентин
- Алана Де Ла Гарза — София Фиори
- Скут Макнейри — Дэн
- Пэт Хили — Бил Смит
- Пол Сорвино — Воли
- Терренс Эванс — Чарли
- Ли Вивер — Ральф
- Родни Роуланд — Тип
- Хершель Блифельд — Шифи
- Патрисия Плейс — Миссис Кливерхорн
- Джемини Барнетт — Уолтер
- Далас МакКинни — Бобби
- Эми Эллен — танцовщица
- Кирстен Берман — женщина #1
- Ванеса Борн — красивая латинка
- Дайлан Рамел — молодой Лэнс
- Линвуд Сассер — D.J. караоке